# Eugenia capillipes
Eugenia capillipes är en myrtenväxtart som beskrevs av Attila L. Borhidi. Eugenia capillipes ingår i släktet Eugenia och familjen myrtenväxter. Inga underarter finns listade i Catalogue of Life.